# Mangkunegara III
Mangkunegara III (Surakarta, 16 gennaio 1803 – Surakarta, 27 gennaio 1853) è stato un sovrano indonesiano.
Fu il terzo principe di Mangkunegaran.

## Biografia
Mangkunegara III nacque il 16 gennaio 1803. Per parte di suo padre, oltre ad essere discendente dei sultani Mataram, è discendente del sultano Pakubuwana III, ultimo sultano di Mataram e primo sunan di Surakarta. Fin dall'infanzia venne cresciuto con l'idea un giorno di assurgere al trono paterno e per questo venne adeguatamente preparato. Giovanissimo si sposò con Sekar Dehaton, figlia di Pakabuwana V, ma la sposa morì entro due anni a causa di un aborto spontaneo. Dopo aver completato i propri studi, si risposò con una sua cugina Suryamijaya con la quale, oltre che con le 14 concubine di cui disponeva, ebbe in tutto 42 figli.
Sin dall'età di 15 anni venne avviato alla carriera militare e durante il governo del suo predecessore al trono, entrò a far parte della Legione di Mangkunegaran col grado di tenente colonnello. Assieme al nonno Mangkunegara II, venne coinvolto nella resistenza al fronte durante la guerra di Giava contro le armate del principe ribelle Diponegoro (1825-1830). Per il suo contributo alla guerra e per la fedeltà mantenuta nei confronti degli olandesi, venne insignito dopo la guerra del cavalierato dell'Ordine militare di Guglielmo dei Paesi Bassi.
Dopo la guerra di Giava, il principe fu poi intronizzato nel 1836. Morì il 27 gennaio 1853 e venne sepolto nel mausoleo di Astana Mangadeg, reggenza di Karanganyar, Giava centrale. Venne succeduto da Mangkunegara IV.